# Enallagma vernale
Enallagma vernale ist eine Kleinlibellenart aus der Familie der Schlanklibellen (Coenagrionidae), die im äußersten Nordosten Nordamerikas und Südosten Kanadas verbreitet ist. Besiedelt werden Moorseen, Teiche und langsam fließende Flüsse. Enallagma vernale ist ein typischer Vertreter der zahlreichen Gruppe blau gefärbter Becherjungfern und den anderen Mitgliedern zum Verwechseln ähnlich, vor allem der ihr auch in den ökologischen Ansprüchen nahezu gleichenden Enallagma annexum und Enallagma boreale.

## Merkmale
Enallagma vernale ist eine typische Schlanklibelle mit einer Körperlänge von 30 bis 34 Millimetern und einer Länge des Hinterflügels von 18 bis 20 Millimetern. Die Männchen haben eine hellblaue Grundfarbe mit großen tropfenförmigen und ebenfalls blauen Postokularflecken auf der dem Körper zugewandten Seite der Facettenaugen. Diese sind mit der Spitze zueinander ausgerichtet und über eine Linie miteinander verbunden. Die Augen sind oberseits dunkel, so dass sie wie von einer Kappe bedeckt wirken. Der auf der Oberseite des Vorderkörpers (Thorax) platzierte Mittelstreifen ist auffällig breit, die seitlichen Humeralstreifen sind schmal. Auf den darunterliegenden hellblauen Thoraxseiten befinden sich zwei Thoraxseitenstreifen, der obere ist nur sehr rudimentär oder gar nicht ausgebildet, so dass die Thoraxseitenfläche wie ohne Zeichnung erscheint. Das lang gestreckte Abdomen ist mit einer schlanklibellentypischen Zeichnung versehen. Das zweite Segment trägt an seinem unteren Ende einen breiten schwarzen, häufig halbmondförmig gebogenen, Querstrich. Auf den weiteren Segmenten drei bis sieben befinden sich caudal gelegene, breiter werdende schwarze Ringe, so dass die Segmente sechs und sieben fast ganz schwarz wirken. Das achte und das neunte Abdominalsegment sind ganz blau, das zehnte oberseits wieder schwarz.
Das Abdomen der Weibchen ist kräftiger gebaut als das der Männchen und oberseits überwiegend dunkel gefärbt, die Abdominalsegmente zeigen jeweils nur am vorderen Rand der Segmente drei bis acht einen hellen Ring. Vor dem Legebohrer, auf dem achten Hinterleibssegment, befindet sich ein abstehender Dorn. Die helle Grundfärbung der Libelle ist am ausgeprägtesten auf Segment acht, es kommen jedoch auch Exemplare mit ganz geschwärztem Segment vor. Die Segmente neun und zehn sind schwarz. Die Augen der Weibchen sind farblich horizontal geteilt, der obere Teil ist Dunkel-, der untere Hellbraun, auf dem unteren hellen Teil zeichnet sich meist noch ein dunkler horizontaler Streifen ab. Die Thoraxzeichnung entspricht der der Männchen. Wie in der Unterfamilie der Ischnurinae nicht ungewöhnlich, treten die Weibchen in verschiedenen Farbvarianten auf. Es gibt eine androchrome, wie die Männchen gefärbte Form, und eine braune, heterochrome Form.

### Ähnliche Arten
Eine relativ junge evolutionäre Aufsplittung hat in Nordamerika zu einer großen Anzahl teilweise sehr ähnlicher und nur schwer unterscheidbarer Arten geführt. Allerdings werden die Becherjungferngesellschaften häufig nur aus einer Art gebildet, und einmal bestimmt, kann davon ausgegangen werden, dass alle Exemplare dieser Population nur dieser Art angehören. Präferenzen für verschiedene, auf den ersten Blick sehr ähnlich erscheinende, Habitattypen scheinen sie zu trennen, wenn auch diese Mechanismen noch nicht vollständig verstanden sind.
Enallagma vernale ist ohne vergrößernde Untersuchung der nur in feinen Details differierenden männlichen Hinterleibsanhänge nicht von Enallagma annexum und Enallagma boreale zu unterscheiden. Bei E. vernale hat jeder Cercus eine knopfartige Verdickung an seinem distalen Ende, an deren Fuß sich ein kleiner schwarzer Zahn neben einer geringen Vertiefung befindet. E. annexum fehlen diese Merkmale, es tauchen jedoch, entweder durch natürliche Variation oder durch Hybridisierung, immer wieder Zwischentypen auf, die sich Merkmale beider Arten teilen. E. vernale findet sich relativ häufig an Gewässern mit Fischbesatz, E. annexum scheint diese zu meiden, oder kann sich hier nicht fortpflanzen. Ebenfalls sehr ähnlich in der Zeichnung von Thorax und Abdomen sind Enallagma civile, Enallagma ebrium und Enallagma hageni. Auch die Weibchen von Enallagma vernale sind von den Weibchen dieser Arten nicht zu unterscheiden, wenn auch das bei E. vernale manchmal vorkommende, vollständig schwarze achte Abdominalsegment bei diesen so gut wie nie auftritt.

## Verbreitung

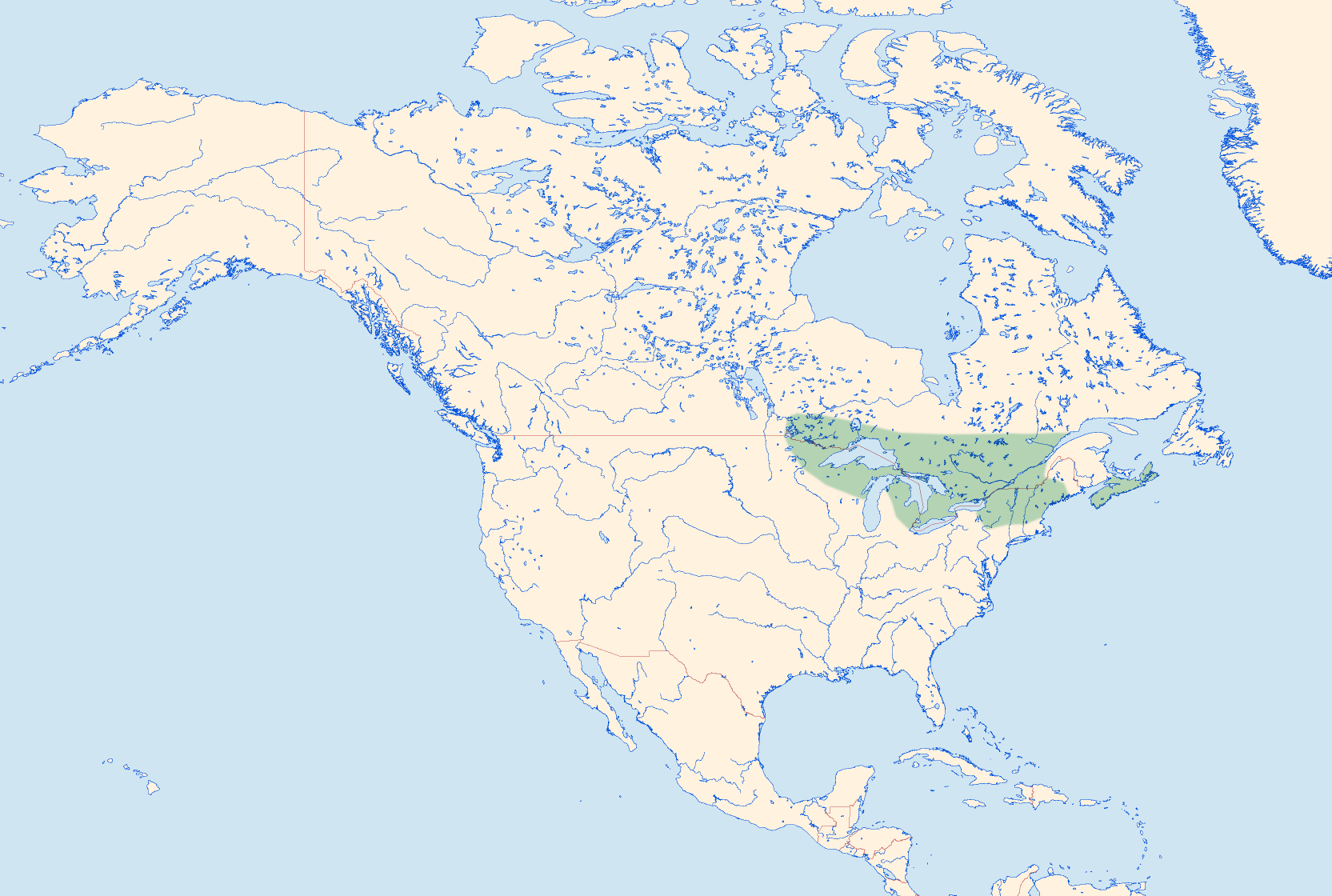
Verbreitung von Enallagma vernale

Die Verbreitung von Enallagma vernale reicht vom Südwesten Ontarios bis Nova Scotia.

## Lebensweise
Enallagma vernale besiedelt Moorseen, Teiche und langsam fließende Flüsse. Anders als bei Enallagma annexum werden auch fischreiche Gewässer angenommen. In Gebieten, in denen sich die Verbreitung mit der von  Enallagma annexum und  Enallagma boreale überschneidet, finden sich diese zumeist an Moorseen ohne Fischbesatz. Die Männchen sind – typisch für die Becherjungfern – in großer Zahl am Wasser anzutreffen, wo sie in hoher Zahl niedrig über das offene Wasser fliegen oder am Rand dichter Vegetationsstrukturen ruhen. Die Paarung findet meist auf sonnigen Lichtungen nahe dem Wasser statt. Die Eiablage erfolgt in schwimmende und nicht aus dem Wasser ragende Vegetation. Zuvor werden viele mögliche Eiablageplätze geprüft. Die Eiablage erfolgt normalerweise als Tandem, eventuell trennt sich das Paar und das Weibchen taucht kopfüber ab, um diese unter Wasser fortzusetzen. Meist bewacht das Männchen seine Partnerin über der Wasseroberfläche, gibt aber oft nach einiger Zeit auf. Es kommt zu Hybridisierung mit Enallagma annexum.
Die Flugzeit beginnt im Mai und reicht im Süden des Verbreitungsgebietes bis in den Juni, im Norden teilweise bis in den September.